# Enclos Saint-Laurent

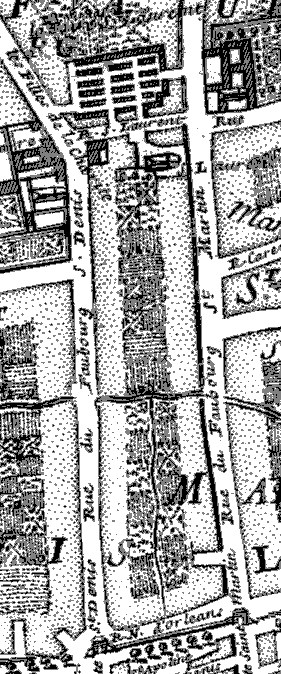
L'enclos Saint-Laurent (en haut) et le quartier environnant en 1705.

Pour les articles homonymes, voir Saint-Laurent.
L'enclos Saint-Laurent est le nom d'un emplacement sur lequel se tenait autrefois la foire Saint-Laurent, à Paris. Il était situé au nord de la rue Saint-Laurent, de la rue du Faubourg-Saint-Denis à la rue du Faubourg-Saint-Martin, entre l'église Saint-Laurent de Paris et l'actuelle gare de l'Est et dépendait alors de la maison Saint-Lazare.
Avant de s'appeler « arrondissement de l'Entrepôt », le 10e arrondissement a porté le nom d'arrondissement de « l'enclos-Saint-Laurent ».

## La première foire dite Saint-Lazare ou Saint-Ladre
Au XIIe siècle, une foire est accordée aux lépreux de Saint-Lazare par le roi de France Louis VI le Gros. Cette foire, dite « Saint-Lazare » ou « Saint-Ladre », connaitra un développement important et Philippe Auguste la rachète vers 1181 ou 1183 pour la transférer aux Champeaux ; ce qui sera à l'origine des Halles de Paris.
En dédommagement de ce transfert, le roi Philippe Auguste autorise la léproserie de Saint-Lazare, installée au nord du faubourg Saint-Denis, à ouvrir une foire « d'un jour » à proximité de l'enclos Saint-Laurent.

## La deuxième foire dite Saint-Laurent
En 1661, les prêtres de la Mission reprennent la gestion de la foire et développent celle-ci, ils installent cette foire entre Saint-Lazare et les Récollets, toujours dans l'enclos Saint-Laurent, et l'entourent de murs sur une superficie de 5 arpents, soit environ 2,5 hectares.
La foire durait alors trois mois, de juillet à septembre ; elle prendra le nom de « foire Saint-Laurent ». 

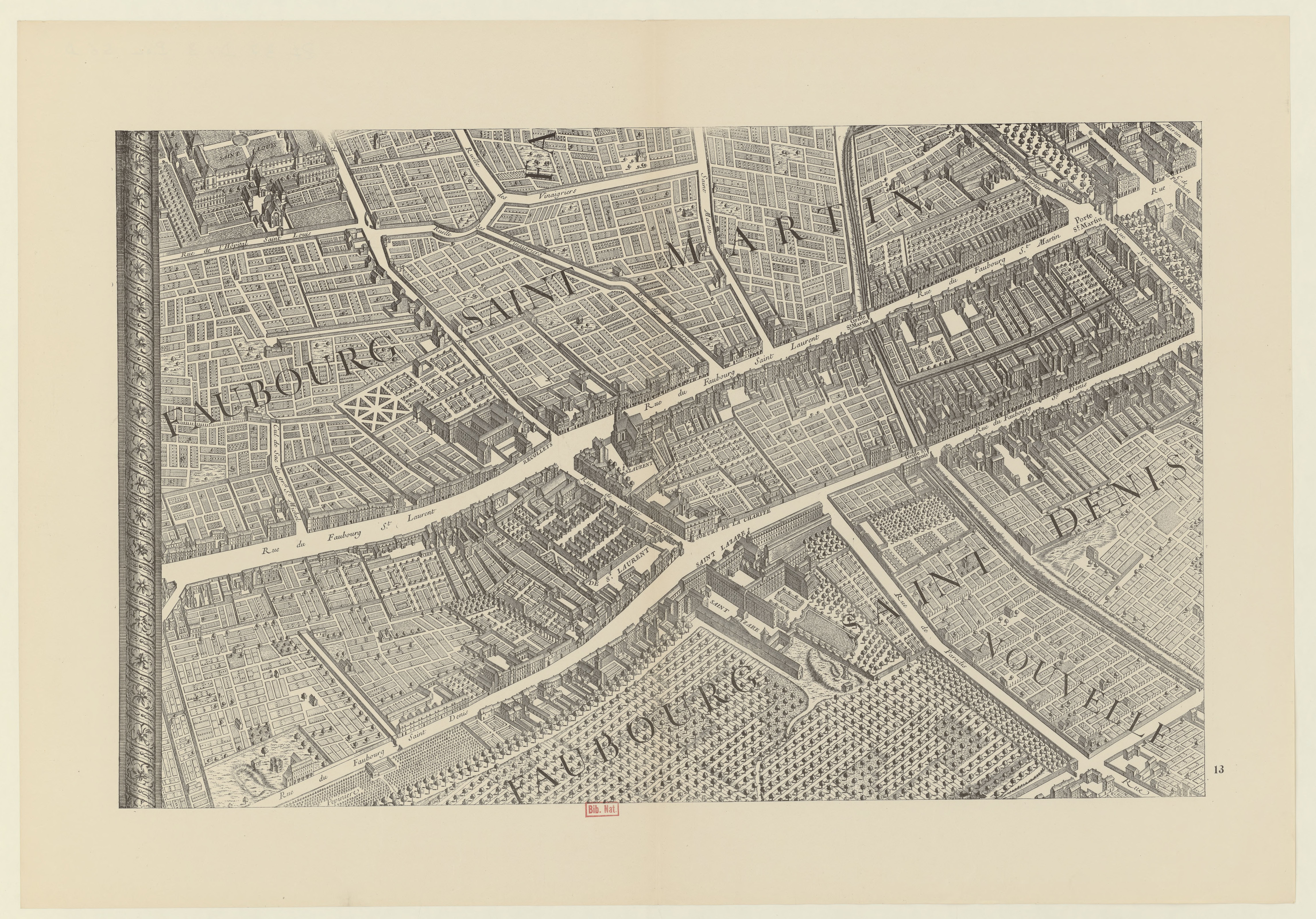
Détail du quartier du faubourg Saint-Martin. Paris au XVIIIe siècle. Plan de Paris : en 20 planches : fac-similé ([Reprod. en fac-sim.]) / dessiné et gravé sous les ordres de Michel-Étienne Turgot.

### Le théâtre de la foire Saint-Laurent

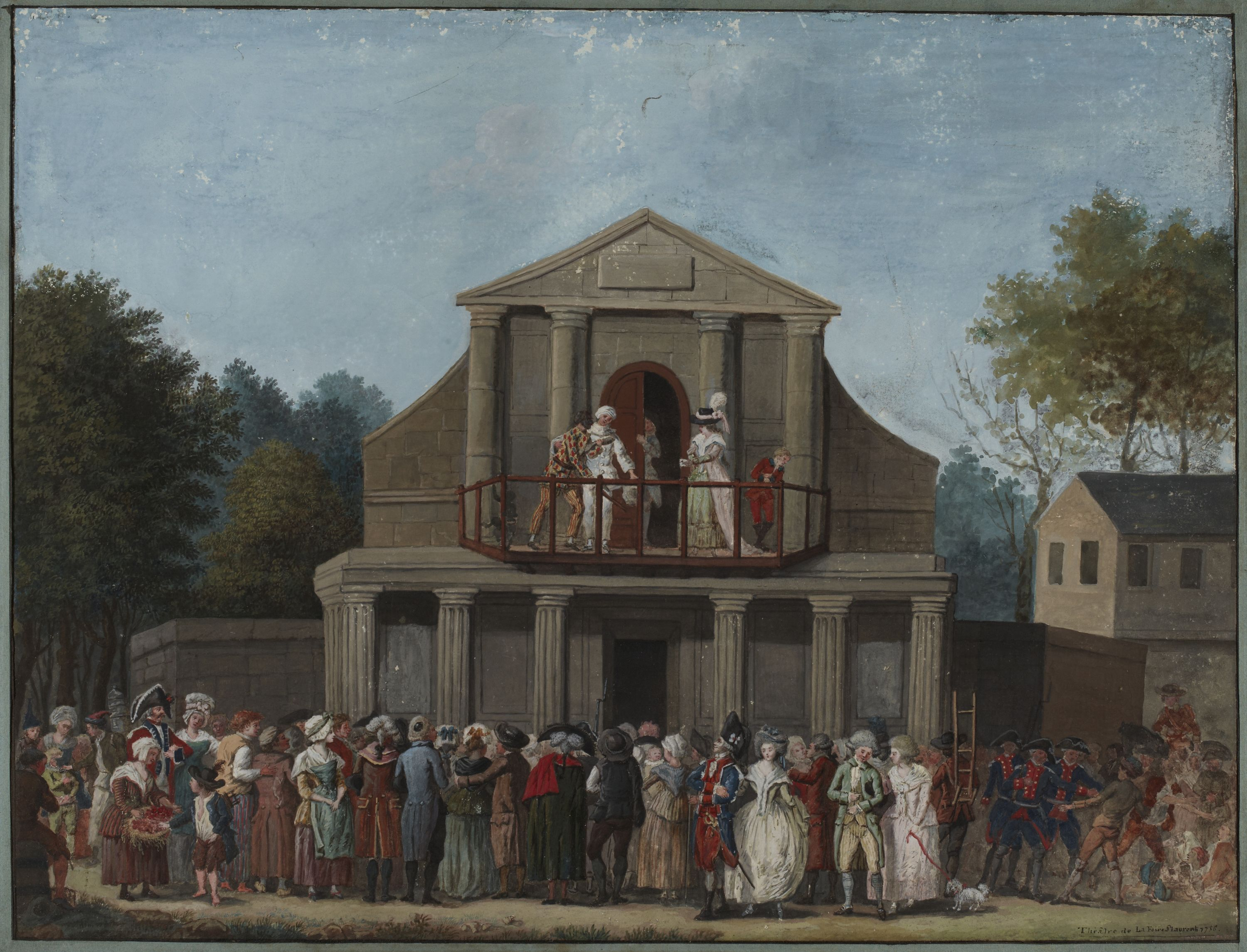
Le théâtre de la foire Saint-Laurent (1768).

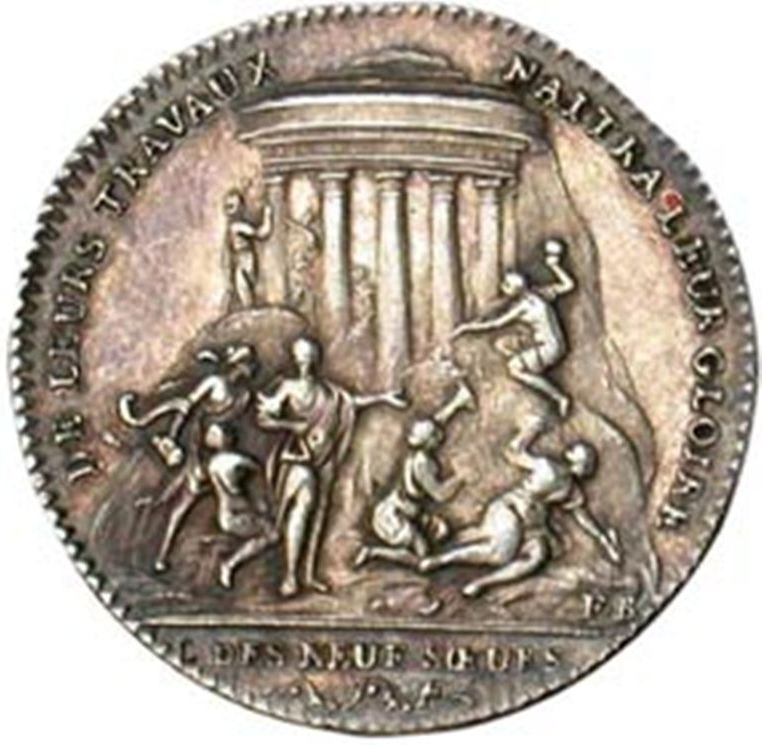
« De leurs travaux naîtra leur gloire. » Revers d'un jeton de la loge des Neuf Sœurs à l'effigie de Benjamin Franklin (1783).

Dès le XVIIe siècle, le théâtre de la foire se développe, à la foire Saint-Germain en hiver et à la foire Saint-Laurent en été, attirant des auteurs renommés. 
Un théâtre en dur y sera installé. 
En 1743, Adolphe Blaise est chef de l'orchestre de la Foire Saint-Laurent.
C'est à la foire Saint-Laurent qu'on joue les premiers vaudevilles de Louis Anseaume (1721-1784), dont Le Boulevard (Anseaume / Farin de Hautemer) en 1753 et La Veuve indécise (Anseaume / Vadé) en 1759, Charles-Simon Favart (1710-1792) dont L'Amour au village (Carolet / Favart) en 1752, Louis Fuzelier (1672/1674-1752) dont Homère juge en  ?, Colombine bohémienne ou Fourbine, en 1713, La Revue des amours en 1718, La Rencontre des opéras en 1723, Télégone Arlequin en 1727 et Le Départ de l'Opéra-Comique (Panard / Fuzelier) en 1750, Alain-René Lesage (1668-1747) dont Les Arrêts de l'amour (Orneval / Lesage / Aubert) et Arlequin aux antipodes en 1716 et La Bazoche du Parnasse en 1738, Jacques-Philippe d'Orneval (?-1766) dont Les Arrêts de l'amour (Orneval / Lesage / Aubert) en 1716, Charles-François Panard (1689-1765) dont Le Départ de l'Opéra-Comique (Panard / Fuzelier) en 1750, Alexis Piron (1689-1773) dont Le P (pucelage) ou la rose, ou Les Fêtes (jardins) de l'hymen en 1726, Jean-Joseph Vadé (1720-1757) dont La Veuve indécise (Anseaume / Vadé) en 1759 et La Pipe cassée en 1778.
On citera aussi Michel-Jean Sedaine dont Le Diable à quatre ou La double métamorphose est représenté pour la première fois à la foire Saint-Laurent en 1756,, L’Huître et les Plaideurs ou Le tribunal de la chicane est représenté pour la première fois à la foire Saint-Laurent en 1759 et On ne s’avise jamais de tout est représenté pour la première fois à la foire Saint-Laurent en 1761.
C'est sur les tréteaux des théâtres de la foire de Saint-Laurent et de Saint-Germain qu'est né l'opéra-comique. 
En 1752, Jean Monnet directeur de l'Opéra-Comique fait construire un théâtre, le théâtre Jean-Monnet, à l'intérieur de la foire Saint-Laurent, c'est François Boucher qui peint le décor intérieur de ce théâtre.
En 1781 est installé par Regnard de Pleinchesne à la foire Saint-Laurent un établissement appelé la « Redoute chinoise », qui réunit dans un même local divers genres d'amusements : des jeux de toutes sortes, de campagne, de bague, de galet, des roues de fortune et des balançoires et propose également un jardin avec des chanteurs de rues, un café, un restaurant et un salon de danse.
En mai 1783, une « fête académique, donnée, par extraordinaire, à l'occasion de la paix » est organisée à la Redoute chinoise, foire Saint-Laurent, par la loge des Neuf Sœurs en présence de Benjamin Franklin, ministre plénipotentiaire des États-Unis de l'Amérique et membre de la loge.
À cette occasion un jeton sera frappé par la loge à l'effigie de Benjamin Franklin.

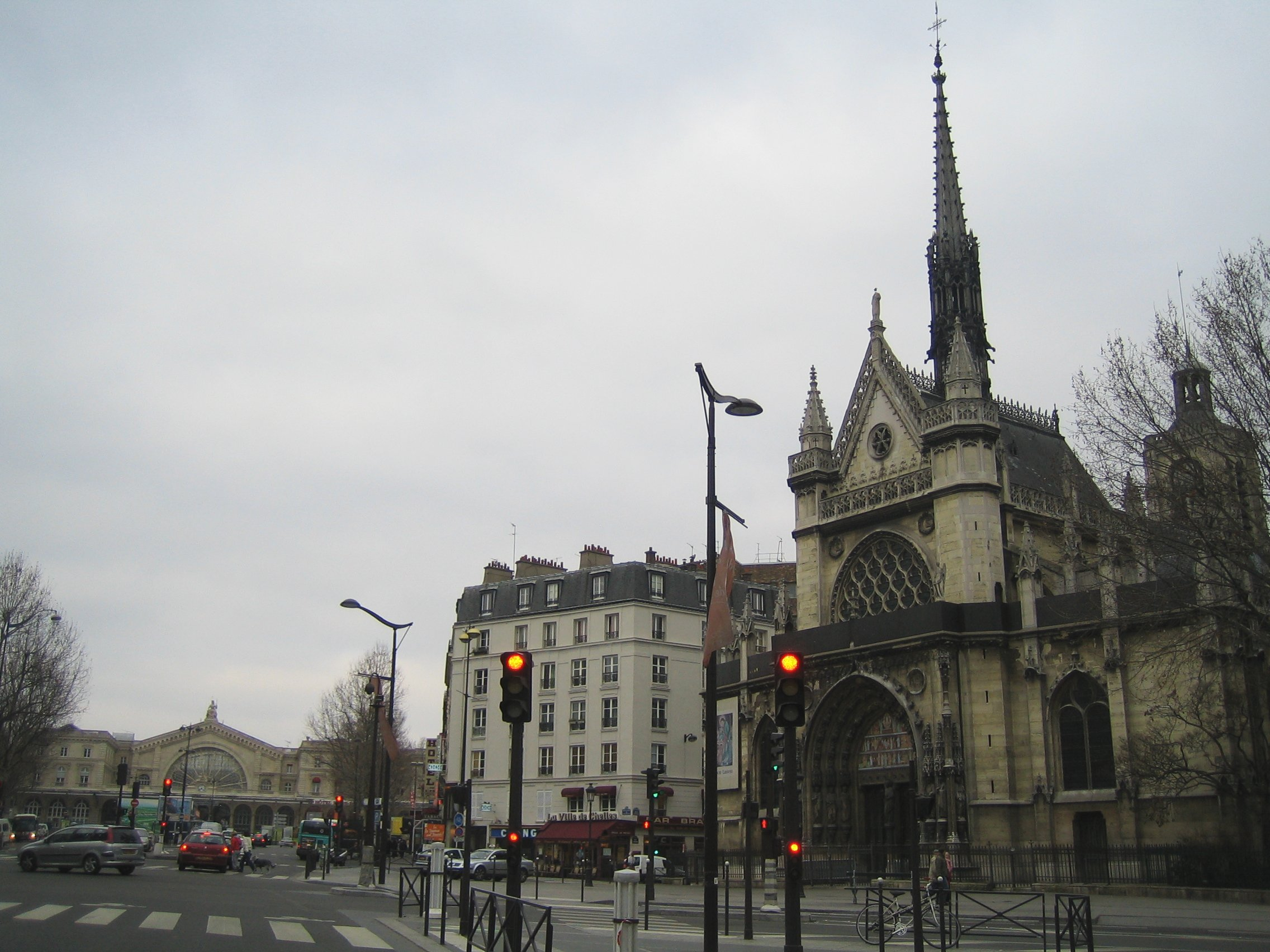
Sur l'emplacement de l'ancien enclos Saint-Laurent : la gare de l'Est, le boulevard de Strasbourg et l'église Saint-Laurent (2006).

## Le clos Saint-Laurent
La foire Saint-Laurent est supprimée lors de la Révolution qui crie au scandale de mœurs.
Le terrain reste en friche jusqu'en 1826, année où la baronne de Bellecôte fait tracer deux voies nouvelles à travers le terrain, la rue Neuve-Chabrol, devenue la rue du 8-Mai-1945, et la rue du Marché-Saint-Laurent, tandis qu'un marché à comestibles, le marché Saint-Laurent dit « marché de comestibles et foire perpétuelle Saint-Laurent », est construit en 1835. 
Dans les années 1840, la construction de la gare de l'Est et le percement du boulevard de Strasbourg font disparaître les traces de l'enclos Saint-Laurent.